# 특수범죄 전담반
특수범죄 전담반(Law & Order: LA)는 2010년 9월 29일부터 2011년 7월 11일까지 NBC에서 방영된 드라마이다. 《로앤오더》의 스핀오프 작품 중 하나이다.

## 등장인물
- 앨프리드 몰리나 - Ricardo Morales
- 코리 스톨 - Tomas Jaruszalski
- 레이철 티코틴 - Arleen Gonzales
- 알라나 데 라 가자 - Connie Rubirosa
- 테런스 하워드 - Jonah Dekker
- 스킷 울리치 - Rex Winters
- 레지나 홀 - Evelyn Price
- 메건 분 - Lauren Stanton